# Alex Flinn
Alex Flinn (* 23. Oktober 1966 in Glen Cove, Long Island, New York) ist eine US-amerikanische Jugendbuchautorin. Viele ihrer Bücher erschienen auf der ALA-Best-Books-for-Young-Adults-Liste sowie auf der International Reading Association Young-Adult-Choices-Liste.
Auf Grundlage ihres Buches Beastly wurde 2011 der Film Beastly veröffentlicht.

## Werke
- 2001: Breathing Underwater
- 2002: Breaking Point
- 2004: Nothing to Lose
- 2005: Fade to Black
- 2006: Diva
- 2007: Beastly (dt. Beastly, 2010)
- 2009: A Kiss in Time
- 2011: Cloaked (dt. Kissed, 2011)
- 2012 Bewitching (dt. Magical, 2012)
- 2013 Towering